# Marion Bataille
Marion Bataille, née le 17 juillet 1963 à Paris, est une auteure, graphiste et illustratrice française.

## Biographie
À l'âge de 18 ans elle fait un an de cursus aux beaux-arts de Paris. Par la suite elle réalise des études de graphisme à l'ESAG où elle sortira diplômée en 1988. Marion Bataille part s'installer en Angleterre où elle s'intéresse de très près à la photographie. En 1989 elle autoédite son premier Pop-Up qui sera exposé à la galerie Nigel Greenwood à Londres.
À son retour à Paris, Marion Bataille décide de s'installer comme graphiste indépendante. Elle réalise plusieurs illustrations en collage papier pour le magazine Télérama. Son premier livre s'intitule Livre de lettres, un abécédaire réalisé en photomontage dans lequel on doit deviner le nom des objets représentés. Il paraît aux Éditions Thierry Magnier en 1999. En 2005 elle réalise Bruits, une fable où le personnage principal voyage dans des paysages typographiques sonores, puis Op-up en 2006. Op-up est un livre auto-édité en 30 exemplaires entièrement monté à la main. Présenté par Les Trois Ourses, Op-up est découvert par les Éditions Albin Michel et devient alors Abc 3D, un abécédaire animé publié dans 12 pays différents. Marion Bataille sort également deux numéraires, 10 en 2010 et Numéro en 2013.
Elle illustre parallèlement des ouvrages écrits par divers auteurs, tel La poésie surréaliste, textes collectifs, ou de nombreuses couvertures de publications des éditions Mille et Une Nuits.
Aujourd'hui Marion Bataille réalise des ateliers de typograhie pour ceux qui apprennent à lire et à écrire.

## Publications

### Auteure et illustratrice
- Livre de lettres, Éditions Thierry Magnier, 1999.
- Orbe en Inde, Orbe éditeur, 2003.
- Bruits, Éditions Thierry Magnier, 2005.
- Op-up, autoédition (30 exemplaires, épuisé) présentée par “Les Trois Ourses”, 2006.
- Abc 3D, Éditions Albin Michel et 13 coéditeurs à l’étranger, 2008.
- 10, Éditions Albin Michel et 8 coéditeurs à l’étranger, 2010.
- Numéro, Éditions Albin Michel et 3 coéditeurs à l’étranger, 2013.
- AOZ, Éditions Les Trois Ourses avec l'aide du CNAP et Petra Édiciones au Mexique, 2016.
- Vues/Lues, éditions Zeug, 2018
- Utopop, avec Fanny Millard, Extra, 2021

### Illustratrice
Liste non exhaustive
- La poésie surréaliste, textes collectifs, Éditions Mango, 2001
- collection « Les Petits passe-temps », images de Marion Bataille et Jean Lecointre, Seuil, 2000

## Autres travaux

### Illustrations
- pour le groupe Indochine, couvertures d'albums entre 1982 et 1988 de l'Aventurier, le Peril jaune, Indochine au Zenith,
- illustrations de couverture des éditions mille et une nuits, 1991-1996

### Films d'animation
- 2021 : Jacq et Cane présentent[6], conception et réalisation de 10 films d'animation pour Mon œil[7], la websérie pour enfants du Centre Pompidou
- 2021 : film d'animation de papier pour le livre Utopop
- 2010 : film d'animation de papier pour le livre Numéro
- 2016 ; film d'animation de papier pour le jeu AOZ

## Prix et distinctions
- (international) « Honour List » 2010[8] de l' IBBY pour  ABC 3C

## Expositions

### Expositions personnelles
- Écrire son nom, médiathèque Oscar Niemeyer, le Havre, 2018
- Lettres à bâtir, médiathèque de l'Alcazar, Marseille, 2015-16.
- Manipule articule, les Trois Ourses, Paris, 2014.
- ABC3D, médiathèque, Orly, 2008.
- Op-up, médiathèque Raymond Queneau, Juvisy, 2007.
- Photographs, Metropole arts center, Folkestone, 1990.

### Expositions collectives
- Tout en un, avec Fanny Millard au Centre national du graphisme[9], 2019
- Rencontres de Bastia, sélection : Dominique Mattei, 2016.
- Waouh! 100 livres animés collectons sélectionnés par livresanimes.com, 2013.
- The collection of Bernard Shapiro, IPCNY, International print center, New york, 2013.
- Le livre s’anime, musée du Scriptorial, Avranches, 2013.
- Stunning pop-up, Taïwan, 2013.
- Oh pop-up!, Brest, Morlaix, 2012.
- Incident no 54, collection Betty Keim, New York, 2012.
- 64 livres d’artistes dans le 64', exposition itinérante, 2011.
- Images de lettres, Alcazar, Marseille, 2009.
- Livres pour enfants', BNF, Bibliothèque Nationale de France, Paris, 2008.
- Les Trois Ourses, Bibliothèque Francophone Multimédia, Limoges, 2008.
- Ah! la lettre, centre de l’illustration, Moulins, 2008.
- Les illustres, commissaire Patricia Perdrizet, Paris, 2006.
- Public and private, Secrets must circulate, Édimbourg, Newcastle, commissaire : Alain Reinaudo, 1993.
- Arts festival, Romney Marsh, Angleterre, 1990.
- Livres d’artistes, Nigel Greewood Gallery, Londres, 1989.